# Sistema IUCN de Categorias de Gestão de Áreas Protegidas

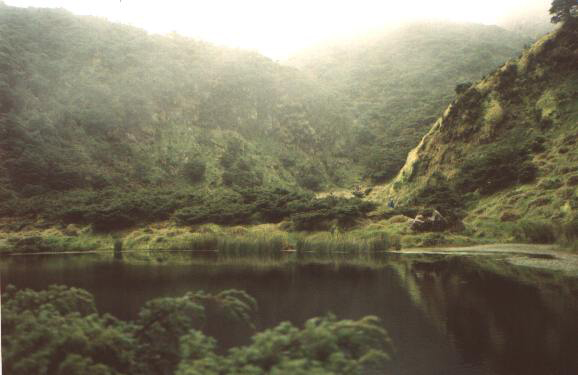
A Lagoa Negra na Reserva Natural Integral da Caldeira de Santa Bárbara, Parque Natural da Terceira, Açores.

O Sistema IUCN de Categorias de Gestão de Áreas Protegidas é um conjunto de recomendações desenvolvido pela União Internacional para a Conservação da Natureza (IUCN) com o objectivo de estabelecer um regime de definição, registo e classificação de áreas protegidas, capaz de acomodar, de forma transparente e lógica, a ampla variedade de objectivos específicos, formas organizativas e tipologias de gestão que caracterizam esses regimes de conservação da natureza a nível global. 
O método de categorização da IUCN é actualmente dominante a nível internacional, tendo sido adoptado por múltiplos governos  nacionais e infra-nacionais e por organizações internacionais, entre as quais a Organização das Nações Unidas e a Convenção sobre a Diversidade Biológica.

## Critérios para a designação das categorias de áreas protegidas
No sistema de classificação adoptado pela IUCN, as áreas protegidas são agrupadas em seis categorias distintas (designadas de I a VI) de acordo com as suas características e com os objectivos de gestão determinados para cada uma delas. A Categoria I, referente às reservas naturais, é subdividida em duas sub-categorias.
As categorias correspondentes aos numerais mais baixos são aquelas em que o objectivo essencial da utilização da área é a conservação da natureza, aumentando o grau de antropização e o uso humano do território à medida que se sobe de categoria. As últimas categorias (V e VI) visam criar condições de utilização sustentável dos recursos e da paisagem.
| Categorias de áreas protegidas do sistema IUCN       | Categorias de áreas protegidas do sistema IUCN                 | Categorias de áreas protegidas do sistema IUCN |
| Categoria                                            | Designação                                                     | Características e objectivos |
| Reserva natural                                      | Reserva natural                                                | Reserva natural |
| ---------------------------------------------------- | -------------------------------------------------------------- | --- |
| Ia                                                   | Reserva natural estrita                                        | Áreas protegidas de maneira estrita, separadas para a proteção da biodiversidade e também possivelmente de acidentes geográficos e formações geológicas, nas quais a visitação, o uso e os impactos humanos são estritamente controlados e limitados, para que se possa assegurar os objetivos de conservação. Essas áreas protegidas podem servir como referências indispensáveis para pesquisas científicas e monitoração.                                                                               |
| Ib                                                   | Área de vida selvagem                                          | Áreas protegidas normalmente de grande extensão, não modificadas ou minimamente modificadas, que mantém seu caráter e influência naturais, isentos de influência humana significativa ou permanente, e que são protegidas e geridas para que mantenham sua condição natural. |
| Parque nacional                                      |                                                                | |
| II                                                   | Parque nacional                                                | Áreas protegidas de grande extensão, de caráter natural ou pouco modificado, que são separadas para a proteção em larga de escala de processos ecológicos, complementada pela proteção de espécies e ecossistemas característicos da área, e que também proporcionam condições para oportunidades espirituais, científicas, educacionais, recreativas e de visitação, que sejam ambientalmente e culturalmente compatíveis.                                                                                |
| Monumento natural                                    |                                                                | |
| III                                                  | Monumento natural                                              | Áreas protegidas separadas para proteger um monumento natural específico, e que pode ser um acidente geográfico, um monte marinho, uma caverna submarina, uma formação geológica como uma caverna, ou ainda um elemento vivo, como uma floresta ancestral. Essas áreas protegidas são geralmente de pequeno tamanho, e frequentemente têm alto valor de visitação. |
| Área protegida para a gestão de habitats ou espécies |                                                                | |
| IV                                                   | Área de gestão de espécies e habitat                           | Áreas protegidas que objetivam proteger espécies ou habitats específicos, e sua gestão reflete essa prioridade. Muitas áreas protegida da categoria IV carecem de intervenções ativas e regulares para satisfazer as exigências de espécies específicas ou da manutenção de habitats, embora esse não seja um requerimento da categoria. |
| Paisagem protegida                                   |                                                                | |
| V                                                    | Paisagens protegidas terrestres e marinhas                     | Uma área protegida onde a interação das pessoas com a natureza através do tempo tem produzido uma área de caráter distinto, com grande valor ecológico, biológico, cultural e cênico, e onde a salvaguarda da integridade dessa interação é vital para proteger e manter a área e os valores associados de conservação da natureza e outros. |
| Área protegida para gestão de recursos               |                                                                | |
| VI                                                   | Área protegida de utilização sustentável dos recursos naturais | Áreas protegidas que conservam ecossistemas e habitats, juntamente com valores culturais associados e sistemas tradicionais de gestão de recursos naturais. Geralmente elas são de grande extensão, com a maior parte da área em condição natural, onde uma parte da área está submetida a uma gestão sustentável dos recursos naturais, e onde o uso de baixo impacto e não-industrial dos recursos naturais, compatível com a conservação da natureza, é visto como um dos principais objetivos da área. |